# مینامیدایتو، اوکیناوا
مینامیدایتو، اوکیناوا (به لاتین: Minamidaitō, Okinawa) یک منطقهٔ مسکونی در ژاپن است که در Shimajiri District واقع شده‌است. مینامیدایتو ۳۰٫۵۷ کیلومترمربع مساحت و ۱٬۴۱۸ نفر جمعیت دارد.